# Völcsök

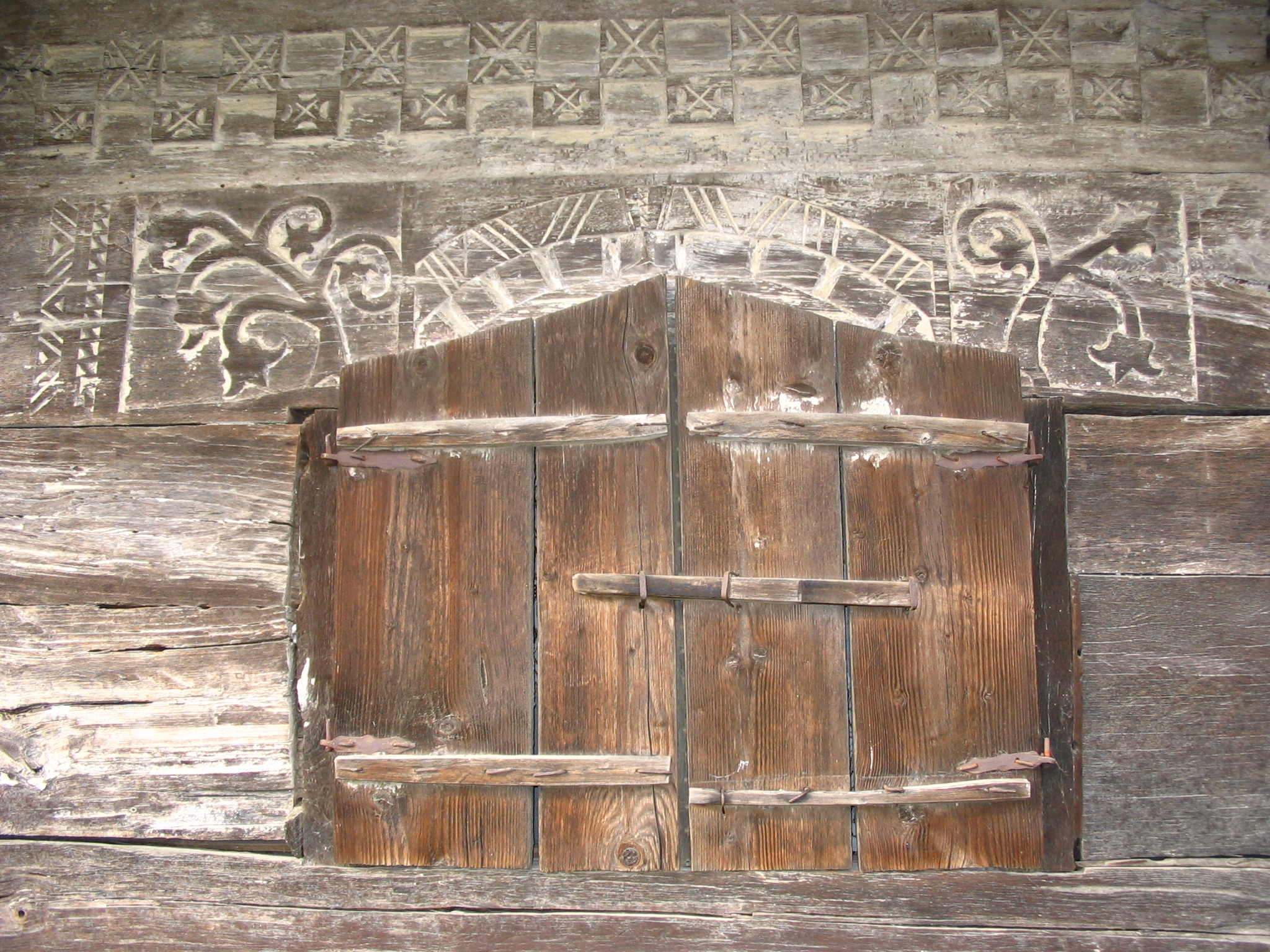
A fatemplom részlete

Völcsök település Romániában, Szilágy megyében.

## Fekvése
Szilágycsehtől északra, Szilágyújlak, Szilágycseh és Bősháza közt fekvő település.

## Nevének eredete
Nevét a szláv velcic szóból eredőnek tartják, mely magyarul nedvességet jelent, de neve származhat a madárvilágból is, vagy lehet személynév is.

## Története
A település és környéke ősidők óta lakott hely lehetett, ezt a határában északról délre húzódó Sáncalja nevű hely is bizonyítja, melynek környékén már az 1800-as években találtak bronzkarikákat.
A település neve a néphagyomány szerint eredetileg Szilágy-Mogyorós volt, egyik dűlőjét máig Mogyorósnak nevezik. Az eredetileg a Szilágy-patak síkján fekvő falu a háborús idők zaklatásai miatt húzódott lejjebb mai helyére, a tölgyes erdő Vöcsök nevű tisztására.
Nevét 1387-ben említették először az oklevelek Völcsek néven, és ekkor az aranyosi várhoz tartozott. 1424-ben Veolchiegh, 1460-ban Welchek, 1475-ben Velchok, 1502-ben Welchewk, 1526-ban Velcsök, 1692-ben Vőlcsök, 1733-ban Ulcsukul, 1797-ben Völtsög néven írták.
Első ismert birtokosai a Kusalyi Jakcsok voltak. 1423-ban  már Hadad várához tartozott,  és ekkor is a Kusalyi Jakcs család birtoka volt. Az övék volt még 1543-ban is, ekkor azonban már Jakcsi Mihály és Pázmány Péter között oszlott a fennmaradt oklevelek szerint.
1584-ben Kusalyi Jakcs Boldizsár örökös nélküli halála miatt a birtokot Hadad várával Wesselényi Ferenc nyerte el. 1603-ban Hadadi Wesselényi István Völcsök birtokot és az újlaki részbirtokot száz forint fejében jelzálogul adta Dengelegi Miklósnak, 1604-ben már az ő birtokai közt sorolták fel. 1797-ben végzett összeíráskor fő birtokosa a báró Wesselényi család volt.
1847-ben az összeíráskor 549 lakosa volt, melyből 449 görögkatolikus, 109 református volt.
1910-ben 851 lakosa volt, ebből 552 magyar, 299 román, melyből 300 görögkatolikus, 529 református, 17 izraelita volt. A 20. század elején Szilágy vármegye Szilágycsehi járásához tartozott.
A település nyugati határán folyik a Szilágy-patak, és a helység fakápolnáját is említették még a 17. század elején.
Az 1800-as évek végén még ismertek voltak régi helynevei közül: Mogyorós, Verőfény, Medvés, Csikászó-rét, Boda, Borzsik, Tölgyes, Csorgó, Szőlőfő, Sáncz-alja, Vénhegy, Lászlóhegy, Boldizsár-kút, Fűzkút, Nyomás-karéj, Ruszka, Mezőgát elnevezések is.

## Nevezetességek
- Református temploma 1899-ben épült fel az 1780-ból való kis fatornyú templom helyére. A templomban látható báró Wesselényi Farkas családi címere is.
- Görögkatolikus fatemploma